# 格里尔·史蒂文斯
格里尔·史蒂文斯（英語：Greer Stevens，1957年2月15日—），南非女子网球运动员，1974年成为职业球手。她曾获得温布尔登网球锦标赛混合双打冠军、美国网球公开赛混合双打冠军。她于1980年12月退役。